# Quercus juergensenii
Quercus juergensenii — вид рослин з родини букових (Fagaceae), ендемік Мексики.

## Середовище проживання
Ендемік Мексики (Пуебла).